# Agatha Raisin e i Camminatori di Dembley
 Agatha Raisin e i Camminatori di Dembley è il quarto romanzo giallo di Marion Chesney, scritto con lo pseudonimo di M. C. Beaton.

## Trama
Dopo sei mesi di lavoro nella agenzia di pubbliche relazioni Pedmans, a Londra, Agatha torna al suo amato villaggio di Carsely e soprattutto dal suo bel vicino James. Ma sembra che il suo fascinoso colonnello in pensione non sia proprio felice di riaverla lì. Agatha però non farà in tempo ad elaborare nuove strategie per conquistarlo perché verrà coinvolta nell'omicidio di Jessica Tartinck, provocatrice di professione. La vittima aveva trascorso gli ultimi mesi a capo dell'Associazione dei Camminatori di Dembley, cercando di trasformare dei pacifici passeggiatori in agguerriti sostenitori del diritto di passo nella campagna circostante. Verrà ritrovata brutalmente assassinata in un campo. Visto che Agatha non smette mai di sperare, cercherà di convincere James a partecipare alle indagini, che risulteranno complicate dal fatto che i possibili colpevoli sono davvero molti.

## Personaggi
- Agatha Raisin: protagonista e voce narrante
- James Lancey: colonnello in pensione e vicino di Agatha
- Bill Wong: detective della polizia e amico
- Mrs Margaret Bloxby: moglie del pastore
- Roy Silver: ex collega di lavoro della società di pubbliche relazioni di cui Agatha era proprietaria
- Doris Simpson: la signora delle pulizie
- Il pastore Alf Bloxby: vicario di Carsely
- Sir Charles Fraith: amico di Agatha noto per essere piuttosto avaro
- Deborah Campden: giovane insegnante di Carsely

## Edizioni
- M. C. Beaton, Agatha Raisin e i Camminatori di Dembley, traduzione di Marina Morpurgo, Astoria Edizioni, 2012,  p. 200, ISBN 978-88-96919-34-7.